# Кёстер, Александр
Александр Макс Кёстер (нем. Alexander Max Koester, 10 февраля 1864, Бергнойштадт — 21 декабря 1932, Мюнхен) — немецкий художник.

## Жизнь и творчество
А.Кёстер родился в семье владельца чулочной фабрики. В 1882 году, по воле родителей, поступил в ученики к аптекарю в городке Винтцхайм в Эльзасе. В 1885 Кёстер поступает в Академию художеств в Карлсруэ, в класс Карла Хоффа. В 1889 году художник много путешествует, его картины изображают виды Голландии. Хотя, как студент, Кёстер зарабатывает на жизнь преимущественно написанием портретов, основной его интерес посвящён жанровой живописи. После окончания своей учёбы в 1896 году художник уезжает вместе со своей семьёй в курортное местечко Клаузен в Южном Тироле, которое он впервые посетил «на пленере» ещё в 1891 году. Здесь он рисует ряд пейзажей, а также открывает для себя как объект изображения утиную стаю, которую впоследствии пишет в различных вариантах. В том же году получает приглашение на место преподавателя в Дармштадтской академии художеств, однако Кёстер отклоняет его, так как желает вести жизнь свободного художника.
Вскоре после этого А.Кёстер арендует мастерскую в Мюнхене, где работает преимущественно летом. начиная с 1908 года художник часто выезжает на Боденское озеро, чтобы рисовать игру вод при различной погоде. В 1915 году, когда во время Первой мировой войны Клаузен был объявлен зоной военных действий, Кёстер отрывает небольшое ателье в Диссене на Аммерзее. В этот период он пишет преимущественно прибрежные пейзажи и натюрморты с цветами. Постепенно художественный стиль Кёстера изменяется — от реалистического, тщательного изображения в 1890-х — к импрессионизму. В конце концов он совершенно отказывается от детализации — перекрывая всё сильными, грубыми мазками. После того, как художник в 1899 году в Берлине впервые представил один из своих пейзажей с семейством уток, он получает прозвище «Утиный Кёстер». «Утиные» полотна пользовались у любителей живописи огромной популярностью; стоимость картин возрастала с числом изображённых уток. Менее ценились его «чистые» пейзажи и жанровые работы.
За одну из «утиных» картин А.Кёстер получил золотую медаль на Всемирной выставке 1904 года в Сент-Луисе. За полотно «К берегу» был также награждён золотой медалью баварским принцем-регентом Луитпольдом Баварским.

## Галерея

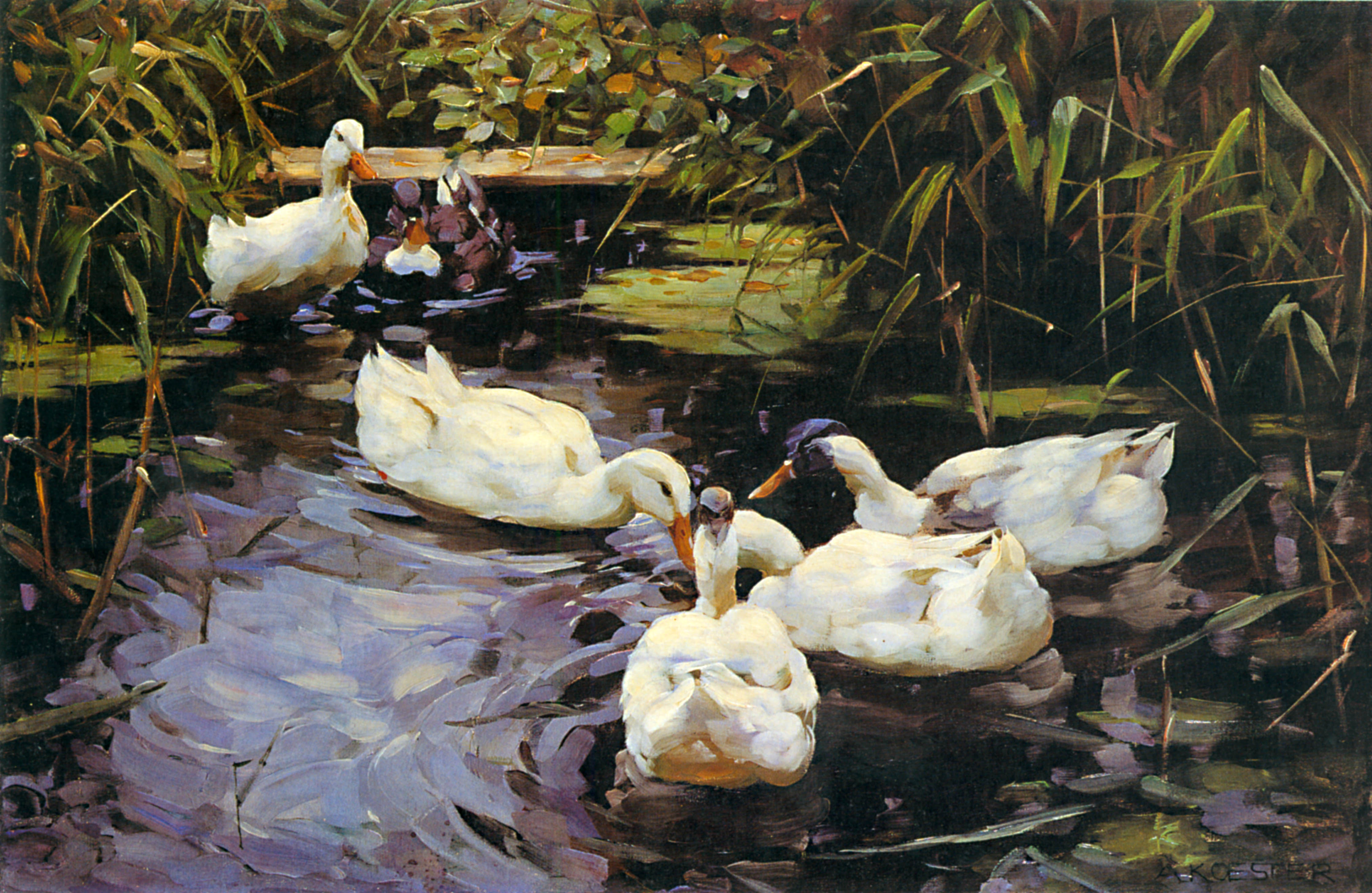
Утки в пруду
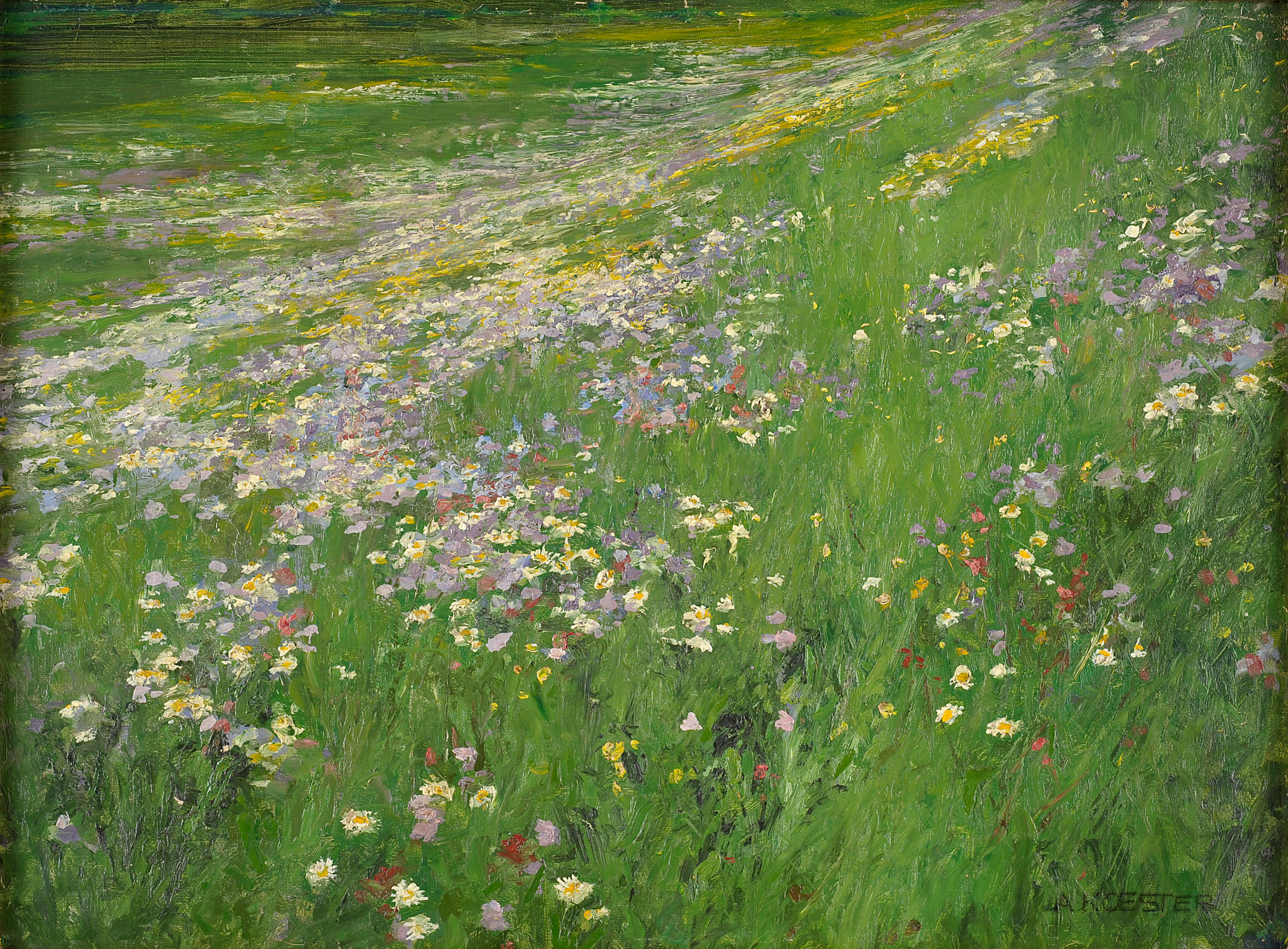
Цветочный луг
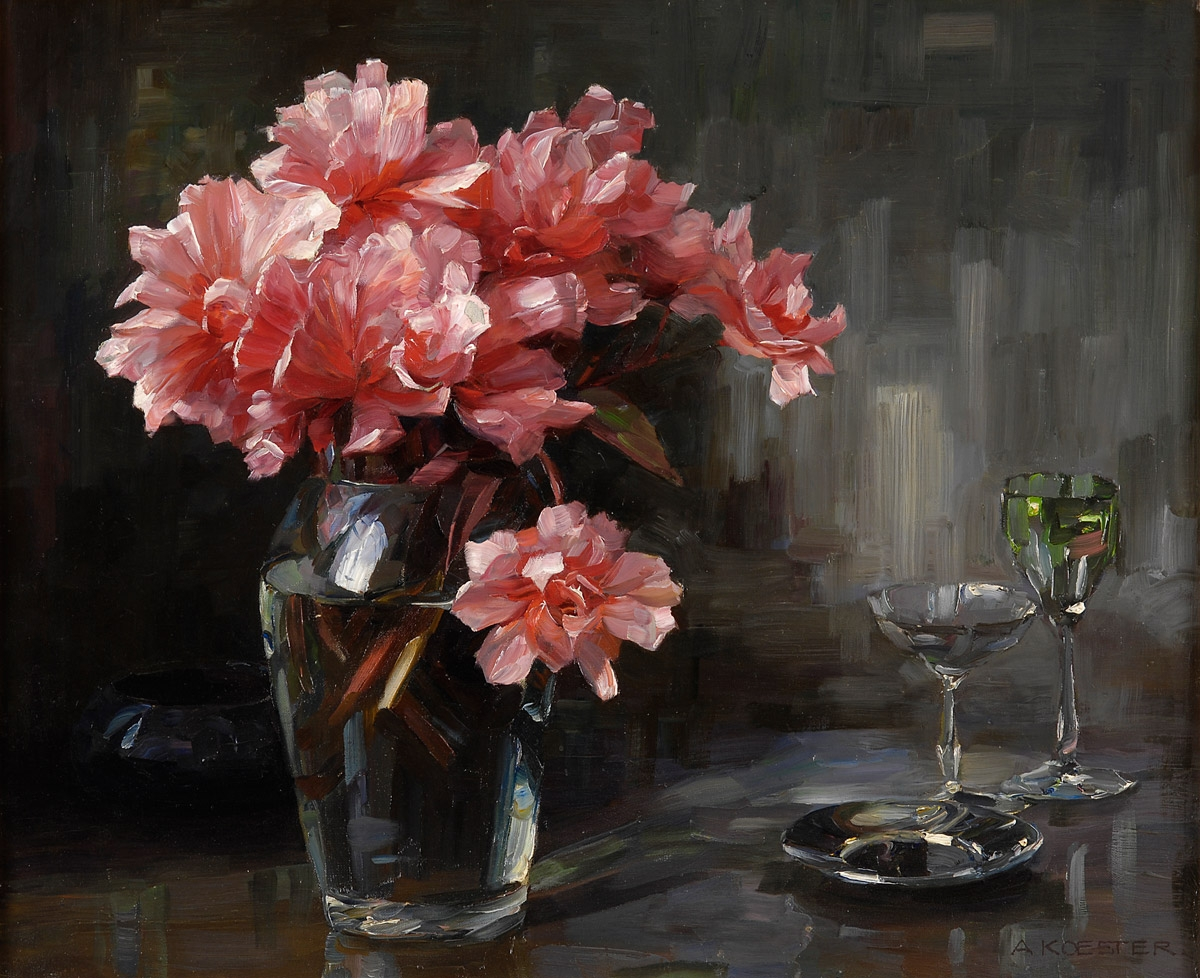
Натюрмот с пионами
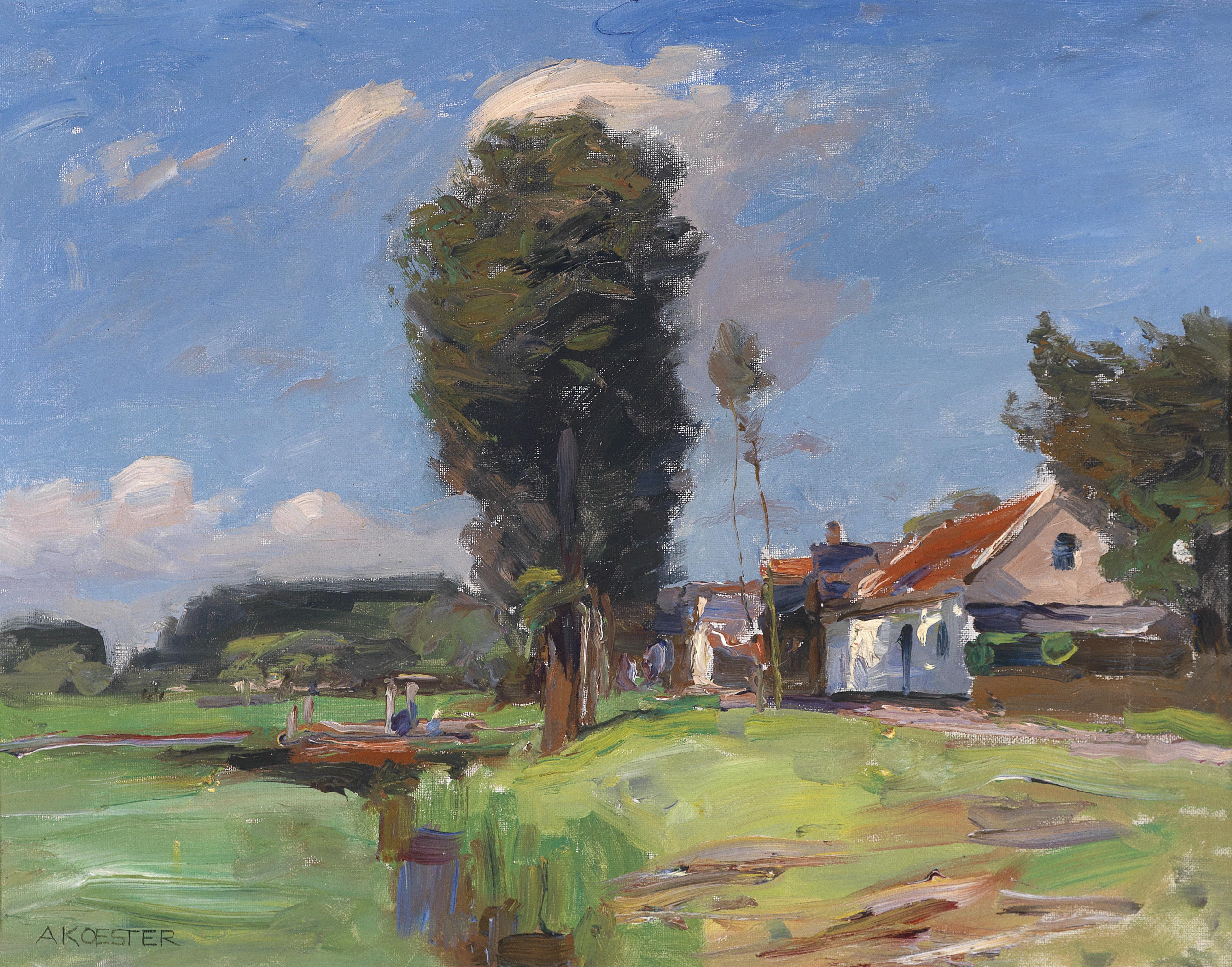
Канал в Голландии
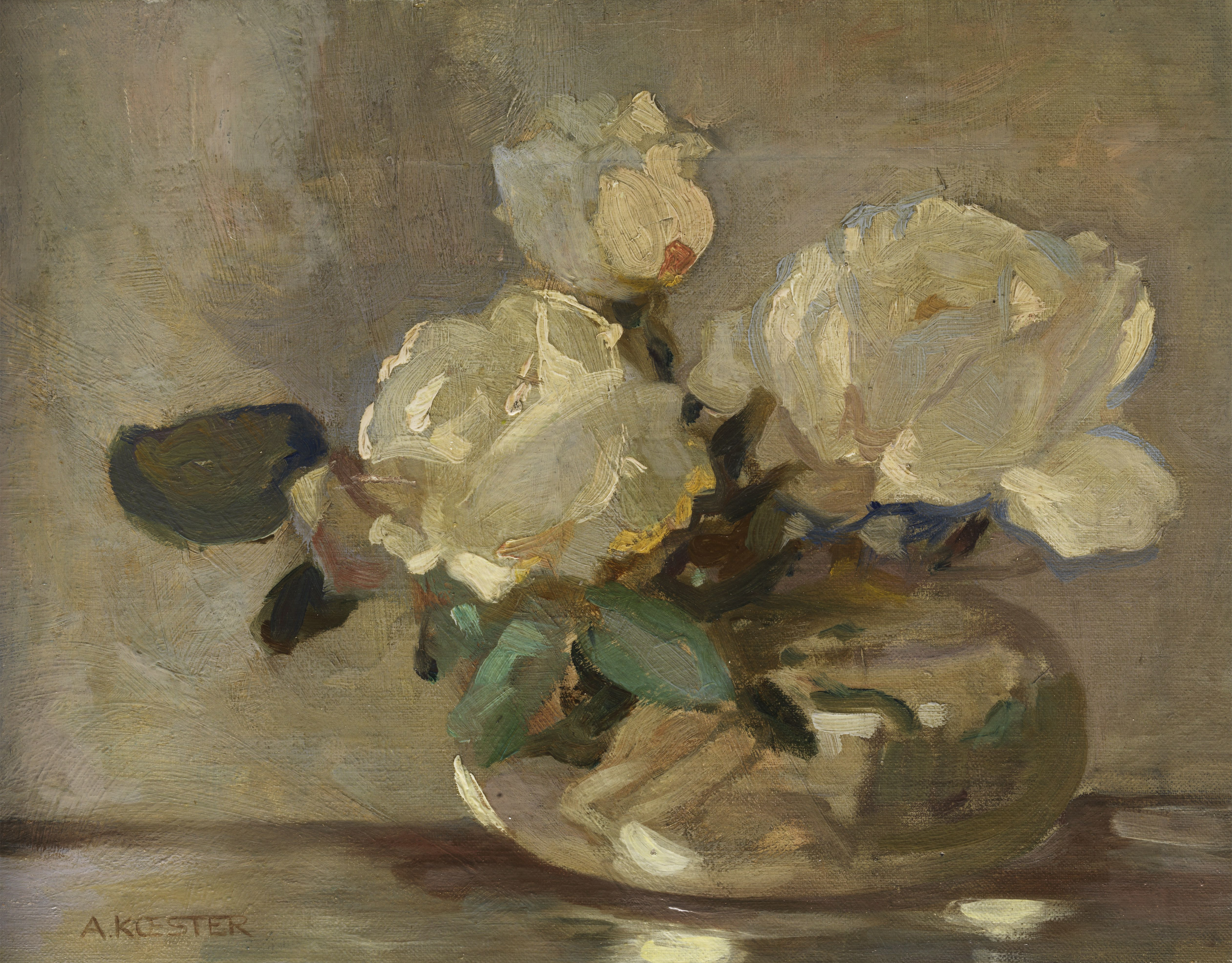
Букет